# Deutscher Reporter:innenpreis
Der Deutsche Reporter:innenpreis (bis 2019 Deutscher Reporterpreis) wird vom Reporter-Forum e. V., einem Netzwerk deutscher Journalisten, für herausragende Reportagen in unterschiedlichen Medien verliehen. Sein vollständiger Titel lautet Deutscher Reporterpreis, der Preis von Journalisten für Journalisten. Er wurde erstmals im Dezember 2009 verliehen. Im Gegensatz zu vielen anderen Auszeichnungen ist er nicht themengebunden, wird aber in unterschiedlichen Kategorien vergeben. Dem Vorwurf, dass die Preisträger hinter verschlossenen Türen von einer voreingenommenen Jury ausgekungelt werden, wird beim Deutschen Reporterpreis damit begegnet, dass die Sitzung der Jury stets öffentlich ist. Sowohl der Preis als auch das Reporter-Forum werden finanziell unterstützt von der Rudolf Augstein Stiftung, der Robert Bosch Stiftung und der Augustinum Gruppe.

## Jury
Zu den wechselnden Jurymitgliedern zählten unter anderem Manfred Bissinger, Nikolaus Brender (früherer ZDF-Chefredakteur), Doris Dörrie, Matthias Hartmann, Erwin Koch, Antje Kunstmann, Hania Luczak, Monika Maron, Nils Minkmar, Stefan Niggemeier, Angelika Overath, Kathrin Passig, Sabine Rückert und Harald Schmidt.

## Preisträger

### Deutscher Reporterpreis 2009
- Sabine Rückert (Die Zeit): Todfreunde (Beste Reportage)
- Beat Balzli, Klaus Brinkbäumer, Jochen Brenner, Ullrich Fichtner, Hauke Goos, Ralf Hoppe, Frank Hornig und Ansbert Kneip (Der Spiegel): Der Bankraub und Wolfgang Uchatius (Die Zeit): Kapitalismus – Wir könnten auch anders (Text des Jahres)
- Antje Windmann (Hamburger Abendblatt): Die Frau am Fenster (Beste Lokalreportage)
- Matthias Eberl (süddeutsche.de): Außen Puff, innen die Hölle (Beste Webreportage)

### Deutscher Reporterpreis 2010
- Carolin Emcke (Die Zeit): Der erste Schuss fällt nach fünf Minuten (Beste Reportage)
- Andreas Weber (Geo): Lasst sie raus (Bester Essay)
- Tobias Kniebe und Alexander Gorkow (Süddeutsche Zeitung): Junge Nummer Eins (Beste Kulturreportage)
- Beate Lakotta (Der Spiegel): Ein Leben wie im Fegefeuer (Bestes Interview)
- Volker ter Haseborg (Hamburger Abendblatt): Er wollte so gern ein Deutscher sein (Beste Lokalreportage)
- Mario Kaiser (brand eins): Herrn Inces Lohn (Beste freie Reportage)
- Roland Kirbach (Die Zeit): Der Kinderknast von Lesbos (Beste politische Reportage)
- Felix Seuffert (Agentur 2470media): After The War (Beste Webreportage)

### Deutscher Reporterpreis 2011
- Wolfgang Uchatius (Die Zeit): Die Riester-Bombe (Beste Reportage)
- Eugen Sorg (Neue Zürcher Zeitung): Die Lust am Bösen (Bester Essay)
- Konstantin Richter (Die Zeit): Der Kulturkampf (Beste Kulturreportage)
- Marian Blasberg (Die Zeit): Ein Rebell bin ich erst heute (Bestes Interview)
- Ariane Bemmer (Der Tagesspiegel): Flüstern oder Schreien (Beste Lokalreportage)
- Nadine Ahr (Die Zeit): Das Versprechen und Jonathan Stock (Frankfurter Allgemeine Sonntagszeitung): Peters Traum (Beste freie Reportage)
- Ulrike Demmer (Der Spiegel): Die Ritter der Drachenburg (Beste politische Reportage)
- Uwe H. Martin: Texas Blues (Beste Webreportage)

### Deutscher Reporterpreis 2012
- Takis Würger (Der Spiegel): Das verlorene Bataillon (Beste Reportage)
- Tanja Stelzer (Die Zeit): Die Doris-Show (Beste politische Reportage)
- Anja Reich (Berliner Zeitung): Der goldene Stein (Beste Lokalreportage)
- Michael Obert (SZ-Magazin): Der Bürgermeister der Hölle (Beste freie Reportage)
- Sabine Rennefanz (Berliner Zeitung): Uwe Mundlos und ich und Dirk Kurbjuweit (Der Spiegel): Die halbe Kanzlerin (Bester Essay)
- Amrai Coen und Bernhard Riedmann (Der Spiegel): Nicht von Gott gewollt (Beste Webreportage)
- Jonathan Stock (Die Zeit): Blutiger Thron (Beste Kulturreportage)
- Lothar Gorris und Sven Röbel (Der Spiegel): Geständnis eines ewigen Hippies (Bestes Interview)
- Alexander Gorkow (Text) und Andreas Mühe (Fotos) (SZ-Magazin): USA, 20.56 Uhr (Grand Prix)

### Deutscher Reporterpreis 2013
- Claas Relotius (Reportagen): Der Mörder als Pfleger (Beste Reportage), 2018 nach einem Fälschungsskandal zurückgegeben[1]
- Anita Blasberg und Kerstin Kohlenberg (Die Zeit): Die Klimakrieger (Beste politische Reportage)
- Meral Al-Mer und Lucas Vogelsang (Der Tagesspiegel): Sie nannten sie Titten-Gitti und Eva Sudholt (Berliner Morgenpost): Mein Freund Jürgen (Beste Lokalreportage)
- Andrea Jeska (Die Zeit): Der Mann, der die Wüste aufhielt (Bester freier Reporter)
- Dirk Gieselmann (11Freunde-Liveticker): Werbung für den Handball (Beste Webreportage)
- Benjamin von Stuckrad-Barre und Hajo Schumacher (Welt am Sonntag): Ohne unsere Frauen wären wir jetzt tot (Bestes Interview)
- Bernhard Albrecht (SZ-Magazin): Und Frieda lebt doch (Freistil)
- Wolfgang Uchatius (Die Zeit): Jan Müller hat genug (Bester Essay)
- Alfred Steffen, Tobias Haberl und Alexandros Stefanidis (SZ-Magazin): Sagen Sie jetzt nichts, Peer Steinbrück (Sonderpreis)

### Deutscher Reporterpreis 2014
- Henning Sußebach (Die Zeit): Herr Hibbe macht zu (Beste Reportage)
- Takis Würger (Der Spiegel): Fünf Mann und eine Revolution (Beste politische Reportage)
- Christoph Franz Dorner (Zeitenspiegel-Reportageschule): Die verblühenden Gärten von Hoywoy (Beste Lokalreportage)
- Paula Scheidt (Die Zeit): Der Zapfenstreit (Bester freier Reporter)
- Uta Keseling, Julius Tröger, Max Boenke, Moritz Klack und David Wendler (Berliner Morgenpost): Die Narbe der Stadt (Beste Webreportage)
- Sven Michaelsen und Fritz J. Raddatz (SZ-Magazin): Es gab zu viele Verwundungen und Sven Michaelsen und Niklas Frank (SZ-Magazin): Niklas Frank (Bestes Interview)
- Marlene Halser (taz): Bitte, Papa (Freistil)
- Martin Spiewak (Die Zeit): Wir sind keine Sorgenkinder (Bester Essay)

### Deutscher Reporterpreis 2015
Der Deutsche Reporterpreis 2015 wurde am 7. Dezember 2015 im Berliner Meistersaal vergeben.
Die Preisträger waren:
- Jana Simon (Die Zeit): Der Junge, der in den Krieg ging (Reportage)
- David Schraven und Jan Feindt (Correctiv): Weisse Wölfe (Innovation; Graphic Novel)
- Malte Henk (Die Zeit): Die Jagd auf 67P/C-G (Wissenschaft)
- Claas Relotius (Der Spiegel): Gottes Diener (Freier Reporter), 2018 nach einem Fälschungsskandal zurückgegeben[1]
- Nik Afanasjew (Tagesspiegel): Die Kids aus unserem Hinterhof (Lokalreportage)
- Bastian Berbner (Die Zeit): Die Hölle, das ist der andere (Interview)
- Anne Kunze (Die Zeit): Die Schlachtordnung (Investigation)
- Peter Kümmel (Die Zeit): Sie sprechen nicht zu uns (Kulturkritik)
- Emilia Smechowski (taz): Ich bin wer, den du nicht siehst  (Essay)
- Theresa Rentsch, Julius Tröger, Moritz Klack, Max Boenke, David Wendler und André Pätzold (Berliner Morgenpost): M29 – Berlins Buslinie der großen Unterschiede (Datenjournalismus; Web-Projekt)
- Fabian Biasio, Alice Kohli, Simon Wimmer und Thomas Preusse (NZZ): Good Night, Malaysia (Webreportage)

### Deutscher Reporterpreis 2016
Der Deutsche Reporterpreis 2016 wurde am 5. Dezember 2016 in elf Kategorien in Berlin vergeben. Erstmals wurden in der Kategorie Reportage zwei Preise verliehen, da sich die Jury nicht einigen konnte.
Die Preisträger sind:
- Malte Henk, Henning Sußebach (Die Zeit): Der Exodus von Tel Goran und Claas Relotius (Der Spiegel): Nummer 440 (beste Reportage), 2018 nach einem Fälschungsskandal zurückgegeben[1]
- Lara Fritzsche (Süddeutsche Zeitung Magazin): Frauenlauer (bester Essay)
- Kerstin Herrnkind und Dominik Stawski (Stern): Es gibt keinen Trost (bestes Interview)
- Thomas Hüetlin (Der Spiegel): Auch Stuckimann unter den Opfern (beste Kulturkritik)
- Björn Stephan (Süddeutsche Zeitung Magazin): Klassenunterschied (bester Text eines Freien Reporters)
- Katrin Langhans, Hannes Munzinger, Frederik Obermaier, Bastian Obermayer, Mauritius Much, Vanessa Wormer zusammen mit dem Internationalen Netzwerk investigativer Journalisten (ICIJ) über die Enthüllung der Panama Papers (Süddeutsche Zeitung): Das Leak (beste Investigative Recherche)
- Die Arbeit des Recherchebüros Correctiv (beste Innovation des Jahres)
- Paul Blickle, Kai Biermann, Philip Faigle, Astrid Geisler, Götz Hamann, Lenz Jacobsen, Anna Kemper, Martin Klingst, Karsten Polke-Majewski, Stefan Schirmer, Hannes Soltau, Julian Stahnke, Toralf Staud, Tilman Steffen und Sascha Venohr (Die Zeit und Zeit Online): Ein Land in Flammen (bester Datenjournalismus des Jahres)
- Elisabeth Weydt, Jakob Fuhr und Christine Anas: Ackerbunt (beste Webreportage)
- Roland Schulz (Süddeutsche Zeitung Magazin): Ganz am Ende und Nicola Meier (Die Zeit): Wer rettet Klara? (Wissenschaftsreportagen)
- Doreen Reinhard (Sächsische Zeitung): Zu den Waffen (beste Lokalreportage)

### Deutscher Reporterpreis 2017
Der Deutsche Reporterpreis 2017 wurde am 11. Dezember 2017 in zwölf Kategorien in Berlin vergeben. Moderiert wurde die Preisverleihung erstmals durch Claus Kleber. Mit 1612 Einsendungen, 112 nominierten Texten und Projekten und 95 Juroren war der Deutsche Reporterpreis 2017 nach eigenen Angaben der größte Journalistenpreis in Deutschland. Erstmals wurden in der Kategorie Hauptstadt-Preis Auszeichnungen verliehen. Außerdem gab es einen Ehrenpreis für die maltesische Journalistin und Bloggerin Daphne Caruana Galizia, die im Oktober durch ein Attentat mit einer Autobombe getötet worden war.
Die weiteren Preisträger sind:
- Markus Feldenkirchen (Der Spiegel): Mannomannomann (beste Reportage)
- Philipp Oehmke (Der Spiegel): Das PC-Monster (bester Essay)
- Steffen Dobbert (Zeit Online): Nigel Farage: Sie werden mich für immer hassen (bestes Interview)
- Hanno Rauterberg (Die Zeit): Tanz der Tugendwächter (beste Kulturkritik)
- Emilia Smechowski (Süddeutsche Zeitung Magazin): Paul Ziemiak: Der Anpasser (bester Text eines Freien Reporters)
- Ullrich Fichtner, André Geicke, Matthias Geyer, Andreas Wassermann (Der Spiegel): Made in Germany und Britta Stuff (Der Spiegel): Wo ist Hintze? (Hauptstadt-Preis)
- Mohamed Amjahid, Daniel Müller, Yassin Musharbash, Holger Stark und Fritz Zimmermann (Die Zeit): Ein Anschlag ist zu erwarten (beste Investigative Recherche)
- Björn Stephan (Die Zeit): Armer Hund! (beste Wissenschaftsreportage)
- Peter Schwarz (Zeitungsverlag Waiblingen): Der Verlorene (Lokalreportage)
- Sascha Venohr, Christian Bangel, Philip Faigle, Flavio Gortana, Andreas Loos, Fabian Mohr, Julia Speckmeier und Julian Stahnke (Zeit Online): Stadt, Land, Vorurteil (bester Datenjournalismus des Jahres)
- Dominik Osswald, Kaspar Manz, Marc Brupbacher, Olivier Christe, Christian Mülhauser, Urs Wyss (Tages-Anzeiger): In eisigen Tiefen: Expedition in einen Gletscher (beste Multimediareportage)
- Michael Ginsburg, Martin Heller, Christiane Wittenbecher: Was wollten Sie in Berlin?! (Bestes Web-Video)

### Deutscher Reporterpreis 2018
Der Deutsche Reporterpreis 2018 wurde am 3. Dezember 2018 in Berlin in 13 Kategorien vergeben. Zusätzlich wurde der US-amerikanische Journalist Ronan Farrow für seine Recherchen im Zusammenhang mit den Vorwürfen gegen Harvey Weinstein wegen sexueller Übergriffe mit einem Sonderpreis für Investigation ausgezeichnet.
Mit dem Preis für die beste Reportage erhielt der Journalist Claas Relotius zum vierten Mal eine Auszeichnung des Deutschen Reporterpreises, laut Jury für einen Text „von beispielloser Leichtigkeit, Dichte und Relevanz, der nie offenlässt, auf welchen Quellen er basiert“. Am 19. Dezember 2018 berichtete Spiegel Online, dass der Text wahrscheinlich eine Fälschung war. Relotius gab seine vier Preise zurück und entschuldigte sich, einer möglichen Aberkennung zuvorkommend.
- Claas Relotius (Der Spiegel): Ein Kinderspiel (Beste Reportage)
- Verena Friederike Hasel (Tagesspiegel) Der Aufnahmeleiter (Beste Lokalreportage)
- In der Kategorie Bestes Interview gab es zwei Preisträger:
  - Alexander Gorkow (Süddeutsche Zeitung) für Der Aktivist, geführt mit Roger Waters
  - Sven Michaelsen (SZ-Magazin) für Die haben nur feste sich selber gesehen, geführt mit Heide Sommer, der früheren Sekretärin von Helmut Schmidt, Carl Zuckmayer und Theo Sommer.
- Jana Simon, Annabel Wahba, Christian Fuchs, Nadine Ahr, Anne Kunze, Khuê Pham, Amrai Coen und Götz Hamann (Die Zeit und Zeitmagazin): Im Zwielicht (Investigation)
- Moritz Herrmann (JWD – Joko Winterscheidts Druckerzeugnis[7]): Alles auf Nichts (Beste Sportreportage)
- Fabian Altenried, Andreas Baum, Michael Gegg, Jakob Kluge, Hendrik Lehmann, David Meidinger, Hannes Soltau und Helena Wittlich (Tagesspiegel): Radmesser (Datenjournalismus)
- Moritz Aisslinger (Die Zeit): Seine Experimente sollten helfen, Parkinson und Demenz zu heilen (Beste Wissenschaftsreportage)
- Marc Neller (Welt am Sonntag): Die Zuckerkrieger (Hauptstadt-Preis)
- Daniel Schulz (TAZ): Wir waren wie Brüder (Bester Essay)
- Marie Schmidt (Die Zeit): Droht uns die Sprachzensur? Nein! (Beste Kulturkritik)
- Jenni Roth (Zeitmagazin): Eine Stadt sucht einen Mörder (Freie Reporterin)
- Petra Boberg, Sabine Mieder, Christina Sianides, Stefan Ehlert, Heike Borufka, Daniela Klein, Christine Rütten, Dominik Nourney, Frederik von Castell, Klaudija Schnödewind und Bettina Emmerich: Opfer ohne Stimme – wie wir unsere Kinder vor Gewalt schützen (Multimedia)
- Patrick Stegemann und Rayk Anders (funk): Lösch Dich! So organisiert ist der Hate im Netz, Doku über Hater und Trolle (Web-Video)

### Deutscher Reporterpreis 2019
Der Deutsche Reporterpreis 2019 wurde am 2. Dezember 2019 in Berlin in 11 Kategorien vergeben.
- Harald Maass (SZ-Magazin): Die Welt, von der niemand wissen soll (Beste Reportage)
- Bastian Obermayer, Frederik Obermaier, Leila Al-Serori, Oliver Das Gupta, Peter Münch, Martin Knobbe, Wolf Wiedmann-Schmidt, Alexandra Rojkov, Walter Mayr, Vera Deleja-Hotko, Maik Baumgärtner (Der Spiegel und Süddeutsche Zeitung): Die Ibiza-Affäre (Investigation)
- Julius Betschka und Martin Nejezchleba (Berliner Morgenpost) Die toten Babys von Neukölln (Beste Lokalreportage)
- Anna Kemper (ZEITMagazin) in der Kategorie Bestes Interview für Ich stand vor ihr wie vor einem Richter mit der Tochter von Johanna Haarer
- Nicola Meier (Die Zeit): Ja! Jaa! Jaaa! (Beste Sportreportage)
- Patrick Bauer, Patrick Illinger und Till Krause (SZ-Magazin): Wunschdenken (Wissenschaft)
- Katrin Blum (SZ-Magazin): Aus den Augen (Freie Reporterin)
- Gabriela Herpell (SZ-Magazin): Spiel mit dem Tod (Beste Kulturkritik)
- Else Buschheuer (SZ-Magazin): Kriegerin (Bester Essay)
- Team „Sensor&Reporter“ #bienenlive: Ali Akinci, Alina Andrazcek, Isabelle Buckow, Joachim Budde, Stefanie Fischer, Thomas Hallet, Anna Heidelberg-Stein, Jannis Konrad, Till Prochaska, Marc Saha, Robert Schäfer, Ole Schleef, Anika Schnücke, Grit Schuster, tvision-Team, Jakob Vicari, Sandra Wahle, Axel Weber, Michael Weidler, Bertram Weiß (Multimedia)
- Lubena Awan, Andreas Baum, Michael Gegg, Sidney Gennies, Hendrik Lehmann, David Meidinger und Helena Wittlich (Tagesspiegel): Wer profitiert vom Berliner Mietmarkt? (Datenjournalismus)

### Deutscher Reporter:innenpreis 2020
Der Deutsche Reporter:innenpreis 2020 wurde am 7. Dezember 2020 wegen der Corona-Pandemie bei einer digitalen Veranstaltung verliehen. Es gab Preisträger in zwölf Kategorien. Mit einem Sonderpreis wurde Dan McCrum von der englischen Zeitung Financial Times für seine Recherchen zum betrügerischen Unternehmen Wirecard ausgezeichnet.:
- Xifan Yang (Die Zeit): Die Gesandte des Konfuzius (Beste Reportage)
- Jonas Schaible (t-online.de): Wer von Ökodiktatur spricht, hat das Problem nicht verstanden (Bester Essay)
- Sönke Iwersen, Andrea Rexer, Marina Cveljo, Hans-Peter Siebenhaar und Isabelle Wermke (Handelsblatt): Roland Bergers späte Reue (Investigation)
- Christof Gertsch und Mikael Krogerus (Das Magazin): Der Boxer, der keiner sein wollte (Sport)
- Christoph Heinemann und Jens Meyer-Wellmann (Hamburger Abendblatt): Der Ausbruch (Lokalreportage)
- Holger Stark und Heinrich Wefing (Die Zeit): Herr Leyendecker, haben Sie einen Informanten erfunden und damit eine Staatsaffäre ausgelöst? (Interview)
- Eva Wolfangel (Riffreporter): Reality Sucks (Wissenschaft)
- Marius Buhl (Tagesspiegel): Alles schmilzt (Freier Reporter)
- Jana Simon (Die Zeit): Putins Tänzer (Kulturreportage)
- Sabrina Ebitsch, Hennes Elbert, Christian Endt, Verena Gehrig, Michael Hörz, Dalila Keller, Stefan Kloiber, Markus C. Schulte von Drach und Marlene Weiß (Süddeutsche Zeitung): Anatomie einer Katastrophe (Multimedia)
- Constanze Radnoti, Marion Härtel, Cornelia Neumeyer, Birgit Frank, Christine Auerbach, Reinhard Röde, Maria Christoph, Vera Weidenbach, Lorenz Schuster, Maria Wölfle, Monika Preischl und Niklas Gramann (FYEO): Affäre Deutschland – Die geheimen Konten der CDU (Podcast)
- Sabrina Ebitsch, Lea Gardner, Christian Helten, Malte Hornbergs, Stefan Kloiber, Hannes Munzinger, Antonie Rietzschel, Lisa Schnell, Martina Schories und Vanessa Wormer (Süddeutsche Zeitung): Die digitale Infektion (Datenjournalismus)

### Deutscher Reporter:innenpreis 2021
Der Deutsche Reporter:innenpreis 2021 wurde am 6. Dezember 2021 wegen der anhaltenden Corona-Pandemie bei einer digitalen Veranstaltung verliehen. Es gab Preisträger in zwölf Kategorien. Mit einem Sonderpreis wurde die belarussische Journalistin Marina Zolotova „für ihren unbeugsamen Mut und ihre Überzeugung, dass unabhängige journalistische Arbeit etwas zum Guten verändern kann“, ausgezeichnet.
- Nicola Meier (Süddeutsche Zeitung Magazin): Über Bord (Beste Reportage)
- Bernd Ulrich (Die Zeit): Kann man an der Macht ein guter Mensch sein? (Bester Essay)
- Moritz Baumstieger, Kai Biermann, Jannis Brühl, Bernd Dörries, Florian Flade, Astrid Geisler, Luisa Hommerich, Kristiana Ludwig, Georg Mascolo, Hannes Munzinger, Max Muth, Nadia Pantel, Frederik Obermaier, Bastian Obermayer, David Pfeifer, Gero von Randow, Jan Ross, Holger Stark, Sascha Venohr, Ralf Wiegand und Sven Wolters (Süddeutsche Zeitung und Die Zeit): Pegasus-Projekt (Investigation)
- Thorsten Schmitz (Süddeutsche Zeitung): Ins kalte Wasser (Sport)
- Franziska Klemenz (Sächsische Zeitung): Die Heimat, die uns keine ist (Lokalreportage)
- Susanne Kippenberger und Julia Prosinger (Der Tagesspiegel): Was bleibt von den Ertrunkenen? (Interview)
- Vivian Pasquet und Martin Schlak (Geo und Stern): Die Welt-Impfung (Wissenschaft)
- Johannes Böhme (Zeitmagazin): Und was will der Wal? (Freier Reporter)
- Barbara Achermann (Zeitmagazin): Ganz starker Stoff (Kulturreportage)
- Hendrik Lehmann, Jens Brandenburg, Tino Breddin, Benedikt Brandhofer, Nina Breher, Ronny Esterluss, Stephan Gensch, Manuel Kostrzynski, David Meidinger, Thorsten Metzner, Linda Rath (Der Tagesspiegel): Der BER im 3D Modell (Multimedia)[10]
- Khesrau Behroz und Tobias Bauckhage: Cui Bono: WTF happened to Ken Jebsen? (Podcast)
- Till Eckert und Team (Correctiv): Kein Filter für rechts (Datenjournalismus)

### Deutscher Reporter:innenpreis 2022
Der Deutsche Reporter:innenpreis 2022 wurde am 5. Dezember 2022 nach drei Jahren Corona-Pause erstmals wieder in Präsenz in Berlin verliehen. Es wurden Preise in zwölf Kategorien verliehen. Außerdem gab es einen Sonderpreis für die ukrainische Journalistin Anna Babinets „stellvertretend für all jene Kolleginnen und Kollegen in der Ukraine, die alles riskieren, um die Schrecken des Krieges sichtbar zu machen“.
- Alexandra Rojkov (Der Spiegel): Der letzte Zeuge (Beste Reportage)
- Thomas Bärnthaler und Patrick Bauer (Stern): Das Blut klebt an diesen schönen Spielen (Bestes Interview)
- Konstantin von Hammerstein und Matthias Gebauer (Der Spiegel): Elf Tage in Kabul – Die abenteuerliche Flucht der Deutschen aus Afghanistan (Investigation)
- Marc Neller (Welt am Sonntag): Sie waren Helden (Beste Sportreportage)
- Manuel Daubenberger, Florian Guckelsberger, Marcus Pfeil, Michael Anthony, Jan Schwochow (Five Times): Was Zwangsarbeit mit deinem T-Shirt zu tun hat (Datenjournalismus)
- Katja Demirci (Der Tagesspiegel): Hart auf Hart (Beste Lokalreportage)
- Karsten Polke-Majewski, Kai Biermann, Paul Blickle, Annick Ehmann, Dorothea Fiedler, Christian Fuchs, Carla Grefe-Huge, Yassin Musharbash, Andreas Prost, Christina Schmidt, Julian Stahnke, Holger Stark, Julius Tröger, René Wiesenthal, Sascha Venohr, Anna Zhukovets, Fritz Zimmermann (Die Zeit/Zeit online): Die Schlacht um Mariupol (Multimedia)
- Cathrin Schmiegel und Katharina Meyer zu Eppendorf (Die Zeit): Dieses Kunstwerk soll an die Morde von Hanau erinnern. Die ganze Stadt ist dafür. (Beste Kulturreportage)
- Caroline Schmidt, Moritz Luppold, Katharina Mahrenholtz (NDR Info und Funk): Irene, wie hast du den Holocaust überlebt (Bester Podcast)
- Reto Schneider (NZZ): Wie lange braucht es uns noch? (Beste Wissenschaftsreportage)
- Tobias Scharnagl (Stern Crime): Pius, der Wilderer (Beste freie Reportage)
- Nele Pollatschek (Süddeutsche Zeitung): Der Preis, den man dafür zahlt, als Jude in Deutschland zu leben (Bester Essay)

### Deutscher Reporter:innen Preis 2024
- in der Kategorie Beste Reportage: Frauke Hunfeld und Alexander Kauschanski - “Ein Ort, den es nicht geben dürfte”
- in der Kategorie Bestes Interview: Lale Artun und Eva Sudholt - “Verbotene Liebe”
- in der Kategorie Investigation: Yassin Musharbash, Amrai Coen, Miguel Helm, Luisa Hommerich, Suha Ma’ayeh, Samiha Shafy, Laila Sieber und Vanessa Vu - „Hunger“
- in der Kategorie Datenjournalismus und Multimedia: Jan Russezki, Maren Krämer, Gina La Mela, Tom Burggraf, Patrick Hünerfeld, Katharina Forstmair, Simon Jockers, Felix Michel, David Will, Ulrich Lang, Ina Kohler, Natalie Widmann, Heiko Sonnenberg, Michael Kreil, Nico Heiliger, Johannes Schmid-Johannsen und Elisa Harlan - „Herzstillstand kann alle treffen, jede Sekunde zählt“
- in der Kategorie Beste Lokalreportage: Anne Lena Mösken - „Ein Leben für Großschirma“
- in der Kategorie Newcomer*: Sophie Sommer - “Ich spüre noch seine Hände auf mir”
- in der Kategorie Beste Kulturreportage: Josef Wirnshofer - “Im Land der verbotenen Bücher”
- in der Kategorie Bester Podcast:  Daniel Drepper, Elena Kuch, Nadja Mitzkat und Sebastian Pittelkow - „Rammstein - Row Zero“
- in der Kategorie Beste Wissenschaftsreportage: Diana Laarz - “Was heißt schon ‘normal’?”
- in der Kategorie Beste freie Reportage:  Christian Schweppe - "Wahnsinn. Eine Riesenscheiße."
- in der Kategorie Bester Essay: Manuela Müller - „Die Hakenkreuze von nebenan“

## Kritik
Vor dem Hintergrund der Relotius-Affäre beim Spiegel wurde auch die Vergabepraxis des Deutschen Reporterpreises kritisiert, zugleich aber auch die gesamte Preisverleihungskultur des Journalismus infrage gestellt. Claas Relotius war 2018 zum vierten Mal mit dem Preis ausgezeichnet worden und damit der meistausgezeichnete Reporter dieses Preises.
Die Jury begründete die Preisverleihung 2018 unter anderem damit, dass Relotius’ Artikel gekennzeichnet sei „von beispielloser Leichtigkeit, Dichte und Relevanz“ und „nie offenlässt, auf welchen Quellen er basiert“. Wenige Woche später erklärte der damalige Arbeitgeber von Relotius (Der Spiegel) hingegen, dass vieles in dem Text „wohl erdacht, erfunden, gelogen“ war.
Die Jury des Reporterpreises kündigte an, Konsequenzen aus dem Fall zu ziehen und zukünftig von den Autoren ein Making-of und Telefonnummern von wichtigen Protagonisten zu verlangen sowie alle nominierten Arbeiten stichprobenartig überprüfen zu lassen.
2024 kritisierte der Jurist Felix W. Zimmermann die Preisvergabe an den Rechercheverbund NDR, WDR und Süddeutsche Zeitung für den Podcast Rammstein – Row Zero. Nach gerichtlichen Verfügungen, die Rammstein-Sänger Till Lindemann zu jeder einzelnen Folge erwirkt hatte, sei die Auszeichnung eines Podcasts mit rechtswidriger Verdachtsberichterstattung fragwürdig. Journalisten ausgerechnet für ein Werk auszuzeichnen, das bei schwersten Verdächtigungen (Vergewaltigung, sexueller Übergriffe, Doping) einer gerichtlichen Überprüfung in keiner einzigen Folge standgehalten habe und dann auch noch die Rechtsstreitigkeiten als mutig hervorzuheben, schade dem Ansehen des Preises und auch des Journalismus.